# Arthur Scargill

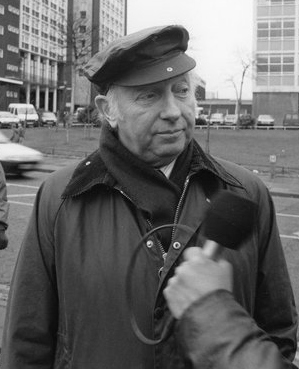
Arthur Scargill (2010)

Arthur Scargill (* 11. Januar 1938 in Worsbrough Dale, South Yorkshire) ist ein britischer Gewerkschafter. Er war von 1981 bis 2002 der Chef der britischen Gewerkschaft National Union of Mineworkers (NUM), gründete 1996 die Socialist Labour Party und ist seitdem deren Vorsitzender. Bekannt wurde er vor allem durch den Bergarbeiterstreik 1984/1985 und seine unerbittliche politische Opposition zu Margaret Thatcher.

## Leben
Scargill arbeitete nach seinem Schulbesuch seit 1953 als Bergmann in der Woolley Colliery in West Yorkshire. 1955 begann er sein organisiertes politisches Engagement als Mitglied der Young Communist League, inspiriert durch seinen Vater, der ebenfalls Mitglied der Communist Party of Great Britain war. 1962 trat er aus dieser jedoch wieder aus, weil er sich von seinen radikalen Ansichten distanziert hatte, und wurde Mitglied in der Labour Party. Ab 1973 war er Führer der Yorkshire Miners Union, dabei war er unter anderem federführend bei der Organisation des Bergarbeiterstreiks von 1973, der zum Sturz der Regierung Edward Heath führte. 1981 stieg er auf zum Chef der NUM. 2010 wurde er laut einer BBC-Meldung als Vollmitglied aus der NUM ausgeschlossen.
Scargill ist berühmt als emotionaler und effektvoller Redner. Nationale Prominenz erlangte er während des Bergarbeiterstreiks 1984/1985, der mit einer Niederlage der Gewerkschaft endete. Diese spaltete sich daraufhin. Scargill blieb bis 2002 Vorsitzender der aufgrund des fast völligen Verschwindens des Bergbaus aus Großbritannien machtlos gewordenen NUM und war danach Ehrenvorsitzender.
1996 gründete Scargill die Socialist Labour Party, nachdem sich die Labour Party unter Tony Blair seiner Meinung nach immer weiter nach rechts orientierte (New Labour), also die Politik von Deregulierung, Privatisierung und stärkerer Betonung der Eigeninitiative verfolgte, anstelle eines starken Sozialstaats und starker Gewerkschaften. Unmittelbarer Anlass war die Aufgabe der Clause IV des Parteiprogramms, die bestimmte, dass die Partei die Verstaatlichung von Produktionsmitteln und Unternehmen anstrebe. Seiner Partei gelangen allerdings kaum Erfolge bei Wahlen. Er selbst trat zweimal erfolglos zu Wahlen ins britische Unterhaus an: bei den Wahlen 1997 gegen Alan Howarth und 2001 gegen Peter Mandelson in Hartlepool.
Die Socialist Labour Party war von Scargill zunächst als linke Alternative zur Labour Party gedacht (ähnlich wie die WASG in Deutschland), wurde allerdings zum Sammelbecken für trotzkistische, anarcho-syndikalistische und auch stalinistische Gruppen. Scargill distanzierte sich zunächst von diesen Ideen, nahm aber dann seit 2001 selbst wieder radikale Ansichten an: So verteidigte er den Sowjetkommunismus und die Oktoberrevolution, relativierte die Verbrechen Stalins und kritisierte die Solidarność dafür, das im Grunde positive sozialistische System destabilisiert zu haben.